# Maurice Solovine
Maurice Solovine (1875-1958) est un mathématicien et philosophe d'origine roumaine. Il a été très lié à Albert Einstein : dès 1902 à Berne, ils créent avec Conrad Habicht l'Académie Olympia.
Par la suite, Solovine, habitant Paris, retrouvera Einstein lors du voyage de celui-ci à Paris en 1922, et sera le principal traducteur des ouvrages d'Einstein en français, chez Gauthier-Villars et Flammarion. Ils entretiendront une longue correspondance : les lettres d'Einstein à Solovine ont été publiées après la mort d'Einstein, en 1956.
Solovine est aussi le traducteur en français des œuvres de philosophes grecs.

## Publications
- Maurice Solovine (dir.), Albert Einstein - Lettres à Maurice Solovine, Paris, Gauthier-Villars, 1956
- Albert Einstein (trad. Maurice Solovine), La Théorie de la relativité restreinte et généralisée, exposé élémentaire. La relativité et le problème de l’espace, 1923
- Héraclite (trad. Maurice Solovine, préf. Anatole France), Pensées philosophiques
- Épicure (trad. Maurice Solovine), Doctrines et maximes, 1925 Traduction d'après le texte critique le plus récent.
- Démocrite, Doctrines philosophiques et réflexions morales, 1928